# Joan Deusa Dalmau
Joan Deusa Dalmau (Gandia, 1993) és un poeta valencià.
El seu primer poemari, Camelot o la poesia social (Bromera, 2020), va guanyar el Premi Ibn Khafadja de poesia d'Alzira.
És fundador, amb el poeta Juma B. Barratxina, de la Poetry Spam, revista antipoètica de treballadorXs precariXs i desocupaXs. Des de 2019 és militant del col·lectiu Saforíssims Societat Literària, des d'on coordina la festa del 3 de March de Gandia. També és coordinador de l'Estiuvers, festival de poesia i patrimoni cultural de Gandia.
En 2022 va ser guardonat amb el Premi Antoni Vidal Ferrando de Santanyí amb El bosc de la vampira (Adia, 2022).